# Thuret (Puy-de-Dôme)
Pour les articles homonymes, voir Thuret.
Thuret est une commune française située dans le département du Puy-de-Dôme, en région Auvergne-Rhône-Alpes. Elle fait partie de l'aire d'attraction de Clermont-Ferrand.

## Géographie

### Localisation
Thuret se situe au nord-est du département du Puy-de-Dôme, en plein cœur de la Limagne, réputée par ses terres noires et fertiles.
Six communes sont limitrophes :
| Bussières-et-Pruns |        | Saint-Clément-de-Régnat |
| Aubiat, Sardon     | Thuret |                         |
|                    | Surat  | Saint-André-le-Coq      |

### Géologie et relief
La commune s'étend sur 1 666 hectares ; son altitude varie entre 304 et 356 mètres.

### Hydrographie
La commune est traversée par le Merdanson.

### Voies de communication et transports

#### Voies routières
La route départementale 210 est la principale route traversant le village, reliant Vichy et Randan au nord à Surat, Ennezat et Clermont-Ferrand au sud. La commune est aussi l'origine de la D 211 menant vers Sardon et Riom.
La D 12 relie Aigueperse et Bussières-et-Pruns au nord à Saint-André-le-Coq et Maringues au sud-est. Vers l'est, la D 107, filant vers l'est en direction de Clémentel (commune de Saint-Clément-de-Régnat) et de Barnazat (commune de Saint-Denis-Combarnazat), coupe la ligne ferroviaire de Vichy à Riom par un passage à niveau.
La D 445 dessert le hameau de Chassenet, au nord de la commune.

#### Transport ferroviaire
La ligne de Vichy à Riom passe par la commune de Thuret, où la RD 210 passe au-dessus au PK 391. Il a existé une gare, elle est actuellement fermée aux voyageurs et vandalisée.

#### Transports en commun
Une ligne du réseau Transdôme dessert la commune : la ligne 70, reliant Clermont-Ferrand à Thuret.

### Climat
Pour des articles plus généraux, voir Climat d'Auvergne-Rhône-Alpes et Climat du Puy-de-Dôme.
En 2010, le climat de la commune est de type climat océanique dégradé des plaines du Centre et du Nord, selon une étude du Centre national de la recherche scientifique s'appuyant sur une série de données couvrant la période 1971-2000. En 2020, Météo-France publie une typologie des climats de la France métropolitaine dans laquelle la commune est exposée à un climat de montagne ou de marges de montagne et est dans la région climatique  Nord-est du Massif Central, caractérisée par une pluviométrie annuelle de 800 à 1 200 mm, bien répartie dans l’année. 
Pour la période 1971-2000, la température annuelle moyenne est de 11 °C, avec une amplitude thermique annuelle de 16,6 °C. Le cumul annuel moyen de précipitations est de 646 mm, avec 7,7 jours de précipitations en janvier et 7,2 jours en juillet. Pour la période 1991-2020, la température moyenne annuelle observée sur la station météorologique de Météo-France la plus proche, « Charmes_sapc », sur la commune de Charmes à 12 km à vol d'oiseau, est de 11,9 °C et le cumul annuel moyen de précipitations est de 675,4 mm,. Pour l'avenir, les paramètres climatiques de la commune estimés pour 2050 selon différents scénarios d'émission de gaz à effet de serre sont consultables sur un site dédié publié par Météo-France en novembre 2022.

## Urbanisme

### Typologie
Au 1er janvier 2024, Thuret est catégorisée bourg rural, selon la nouvelle grille communale de densité à sept niveaux définie par l'Insee en 2022.
Elle est située hors unité urbaine. Par ailleurs la commune fait partie de l'aire d'attraction de Clermont-Ferrand, dont elle est une commune de la couronne,. Cette aire, qui regroupe 209 communes, est catégorisée dans les aires de 200 000 à moins de 700 000 habitants,.

### Occupation des sols
L'occupation des sols de la commune, telle qu'elle ressort de la base de données européenne d’occupation biophysique des sols Corine Land Cover (CLC), est marquée par l'importance des territoires agricoles (95,1 % en 2018), une proportion sensiblement équivalente à celle de 1990 (95,3 %). La répartition détaillée en 2018 est la suivante : terres arables (88,7 %), zones agricoles hétérogènes (6,4 %), zones urbanisées (4,9 %). L'évolution de l’occupation des sols de la commune et de ses infrastructures peut être observée sur les différentes représentations cartographiques du territoire : la carte de Cassini (XVIIIe siècle), la carte d'état-major (1820-1866) et les cartes ou photos aériennes de l'IGN pour la période actuelle (1950 à aujourd'hui).

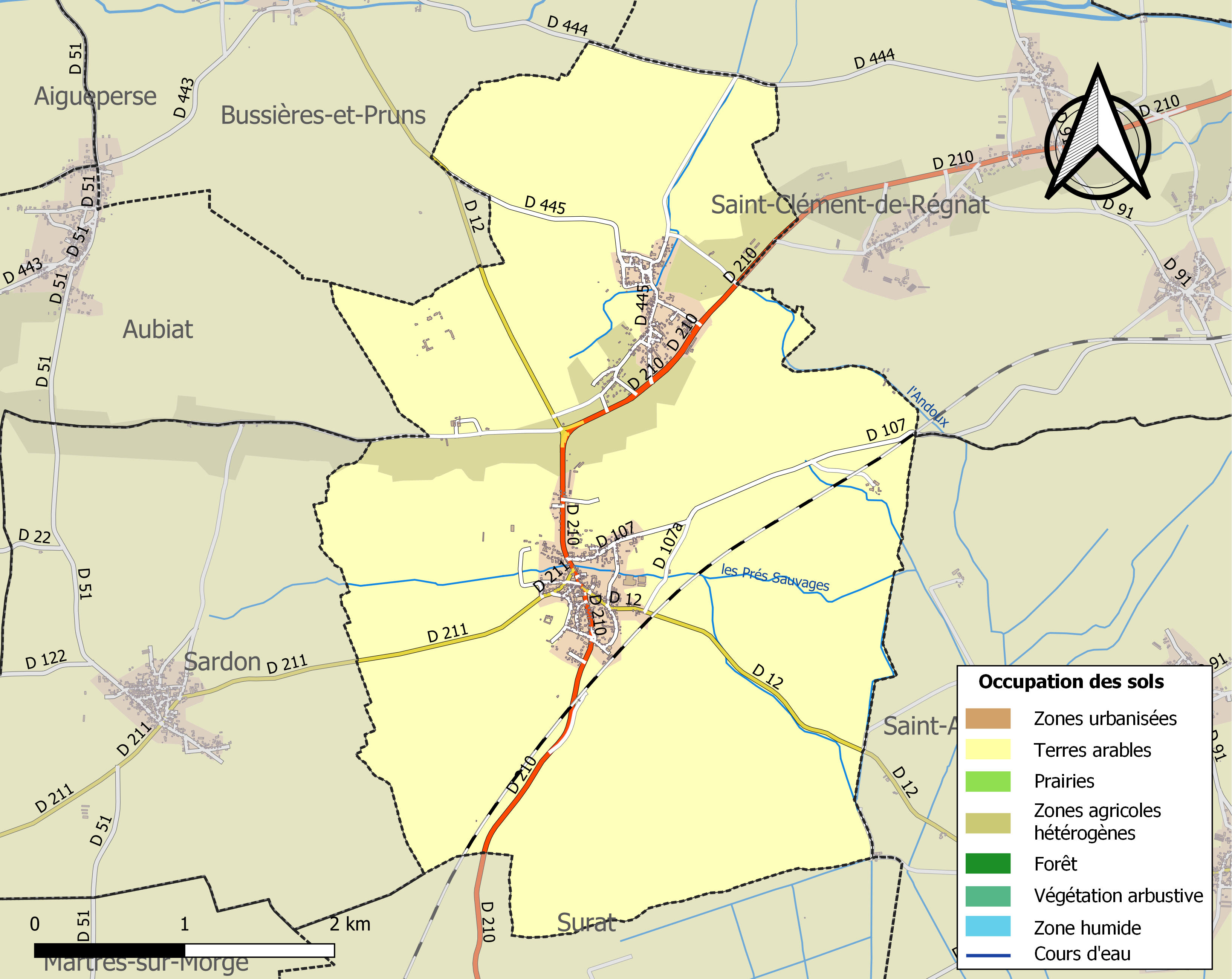
Carte des infrastructures et de l'occupation des sols de la commune en 2018 (CLC).

## Histoire
Le site a été occupé très tôt puisqu'on retrouve des indices d'époque préhistorique (silex taillés, haches polies). L'implantation humaine s'est développée surtout à l'époque gallo-romaine (on a retrouvé cinq villae) car Thuret était sur la voie romaine allant d'Augustonemetum (Clermont-Ferrand) à Aqua Calidae (Vichy).
Au Moyen Âge, Thuret est rapidement devenu le siège d'une viguerie d'après un acte de Pépin II d'Aquitaine édité en 848, ce qui en faisait un village assez important.
Au XIIe siècle, l'église de Thuret était le siège d'un important prieuré bénédictin dépendant d'une abbaye de Clermont. Nicolai Bertrandi dit Nicolas Bertrand (14.. - 1527) et ceux qui ont écrit après lui appelle Étienne Aldebrand « cambarut ». Il aurait été curé de Turet, près de Clermont en Auvergne, d'où il fut tiré par le Pape Clément VI qui le fit grand Camérier et abbé de l'abbaye de la Celles à Troyes, puis de l'abbaye de Saint-Pons de Thomières, et qui deviendra évêque de Saint-Pons, archevêque d'Arles et de Toulouse.

## Politique et administration

### Découpage territorial
La commune de Thuret est membre de la communauté de communes Plaine Limagne, un établissement public de coopération intercommunale (EPCI) à fiscalité propre créé le 1er janvier 2017 dont le siège est à Aigueperse. Ce dernier est par ailleurs membre d'autres groupements intercommunaux. Jusqu'au 31 décembre 2016, elle faisait partie de la communauté de communes Nord Limagne.
Sur le plan administratif, elle est rattachée à l'arrondissement de Riom, à la circonscription administrative de l'État du Puy-de-Dôme et à la région Auvergne-Rhône-Alpes.
Sur le plan électoral, elle dépend du canton d'Aigueperse pour l'élection des conseillers départementaux, depuis le redécoupage cantonal de 2014 entré en vigueur en 2015, et de la deuxième circonscription du Puy-de-Dôme pour les élections législatives, depuis le dernier découpage électoral de 2010 (sixième circonscription avant 2010).

### Élections municipales et communautaires

#### Élections de 2020
Le conseil municipal de Thuret, commune de moins de 1 000 habitants, est élu au scrutin majoritaire plurinominal à deux tours avec candidatures isolées ou groupées et possibilité de panachage. Compte tenu de la population communale, le nombre de sièges à pourvoir lors des élections municipales de 2020 est de 15. La totalité des candidats en lice est élue dès le premier tour, le 15 mars 2020, avec un taux de participation de 50,63 %.

#### Chronologie des maires
| Période                                  | Période                       | Identité                   | Étiquette | Qualité                           |
| ---------------------------------------- | ----------------------------- | -------------------------- | --------- | --------------------------------- |
| Les données manquantes sont à compléter. |                               |                            |           |                                   |
| 1871                                     | 1872                          | Pierre Berard de Chazelles |           | Ancien préfet                     |
|                                          |                               |                            |           |                                   |
| 1882                                     | 1900                          | Pierre Berard de Chazelles |           |                                   |
|                                          |                               |                            |           |                                   |
| avant 1981                               | ?                             | Marcel Balny               | DVG       |                                   |
| mars 2001                                | mars 2008                     | M. Pouzat                  | PS        | Retraité                          |
| mars 2008                                | mars 2014                     | Colette Rougier            | -         | Agricultrice                      |
| mars 2014 (réélu en 2020)                | En cours (au 15 octobre 2021) | Pierre Lyan                | PS        | Retraité de l'Éducation nationale |

## Population et société

### Démographie
L'évolution du nombre d'habitants est connue à travers les recensements de la population effectués dans la commune depuis 1793. Pour les communes de moins de 10 000 habitants, une enquête de recensement portant sur toute la population est réalisée tous les cinq ans, les populations de référence des années intermédiaires étant quant à elles estimées par interpolation ou extrapolation. Pour la commune, le premier recensement exhaustif entrant dans le cadre du nouveau dispositif a été réalisé en 2004.

En 2022, la commune comptait 924 habitants, en évolution de −0,11 % par rapport à 2016 (Puy-de-Dôme : +2,1 %, France hors Mayotte : +2,11 %).
| 1793  | 1800  | 1806  | 1821  | 1831  | 1836  | 1841  | 1846  | 1851  |
| ----- | ----- | ----- | ----- | ----- | ----- | ----- | ----- | ----- |
| 1 754 | 1 720 | 1 765 | 1 930 | 1 884 | 2 035 | 2 100 | 2 260 | 2 251 |

| 1856  | 1861  | 1866  | 1872  | 1876  | 1881  | 1886  | 1891  | 1896  |
| ----- | ----- | ----- | ----- | ----- | ----- | ----- | ----- | ----- |
| 2 233 | 2 154 | 2 076 | 2 029 | 1 343 | 1 345 | 1 307 | 1 243 | 1 186 |

| 1901  | 1906  | 1911  | 1921 | 1926 | 1931 | 1936 | 1946 | 1954 |
| ----- | ----- | ----- | ---- | ---- | ---- | ---- | ---- | ---- |
| 1 184 | 1 132 | 1 009 | 846  | 835  | 750  | 717  | 672  | 709  |

| 1962 | 1968 | 1975 | 1982 | 1990 | 1999 | 2004 | 2006 | 2009 |
| ---- | ---- | ---- | ---- | ---- | ---- | ---- | ---- | ---- |
| 703  | 656  | 642  | 652  | 708  | 712  | 703  | 721  | 788  |

| 2014 | 2019 | 2022 | - | - | - | - | - | - |
| ---- | ---- | ---- | - | - | - | - | - | - |
| 902  | 915  | 924  | - | - | - | - | - | - |

### Enseignement
Thuret dépend de l'académie de Clermont-Ferrand. Elle gère une école élémentaire publique.
Hors dérogations à la carte scolaire, les collégiens se rendent à Aigueperse, et les lycéens à Riom, au lycée Virlogeux pour les filières générales et STMG ou Pierre-Joël-Bonté pour la filière STI2D.

## Culture et patrimoine

### Lieux et monuments

#### Église Saint-Martin
Église romane classé au titre des monuments historiques.
La paroisse de Thuret se situe dans l'ancien diocèse de Clermont-Ferrand.
La dédicace de l'église a changé de nombreuses fois. Son premier vocable était Saint-Genès puis Saint-Limin en 1311 (jusqu'au XVIIIe siècle) puis Saint-Martin au XVIIIe, Saint-Bonnet au XIXe et Saint-Bénilde à partir de la seconde moitié du XXe siècle (Frère Bénilde, né Pierre Romançon à Thuret en 1805, Frère des écoles chrétiennes, il fut canonisé par le pape Paul VI en 1967).
L'église actuelle a été construite au XIIe siècle, autour de 1150/1170, en une seule campagne de construction assez rapide, d'après un parti architectural conservateur.
L'église est en pierre calcaire blanc des carrières voisines de Chaptuzat, au nord-ouest.

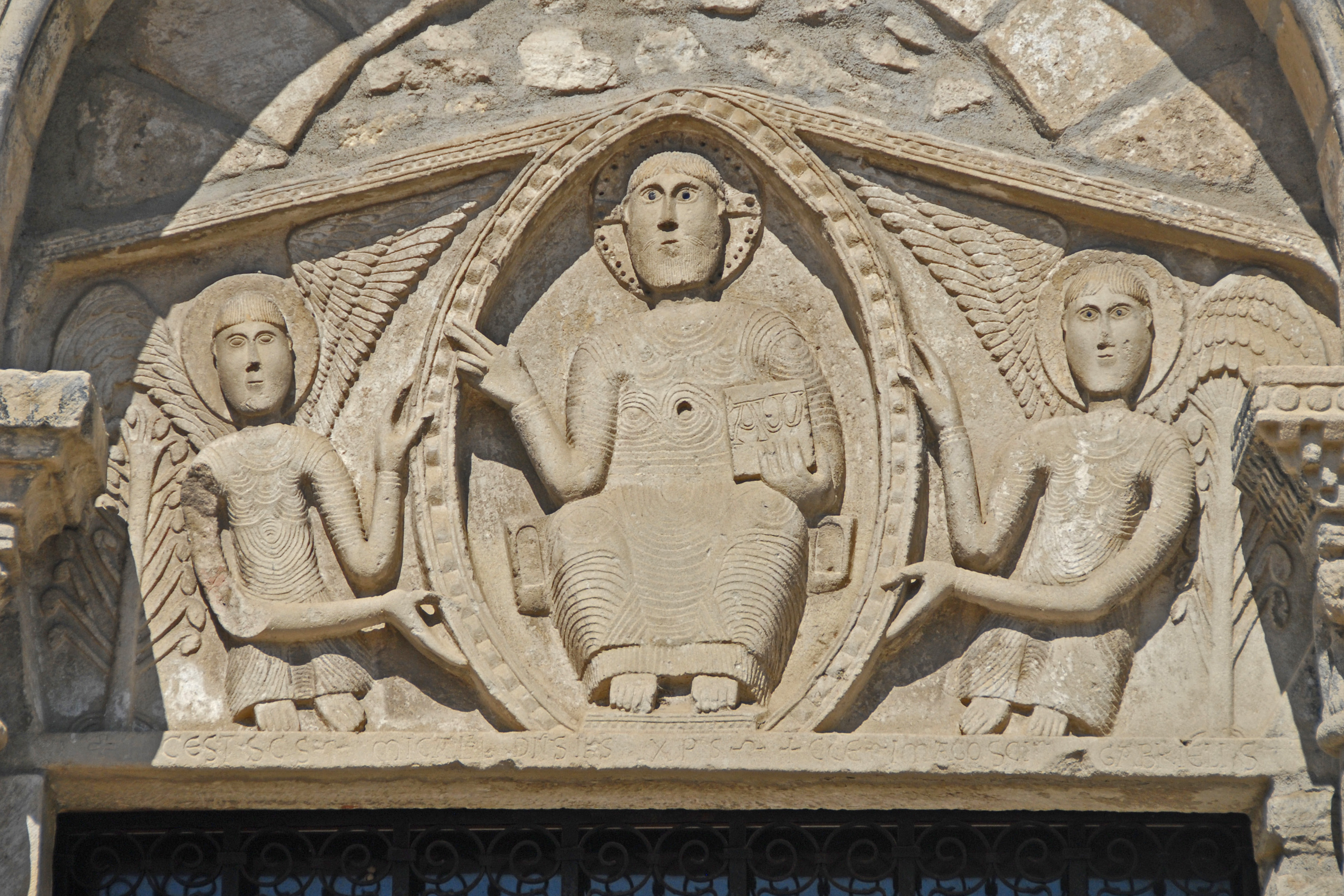
Thuret, Mandorle.

Elle est de plan basilical plutôt simple.
La façade occidentale, plutôt austère, est ornée d'une archivolte en plein cintre et de chapiteaux sculptés (atlante, personnages dans les ceps, oiseau).
Le portail méridional est composé d'une archivolte en plein cintre où l'on peut voir un linteau en bâtière historié. Ce portail concentre le programme ornemental. Il est sculpté d'un christ en majesté dans une mandorle, entouré des archanges saint Michel et saint Gabriel.
Le clocher a été modifié au XIXe siècle et son couvrement a été refait. Le second niveau a été construit après la Révolution avec des pierres de Volvic.
Le chevet est tripartite, d'ordonnance pyramidale et comporte une abside semi-circulaire et deux absidioles de même forme, plus réduites.
L'intérieur de l'église a été modifié par Aymon Mallay au XIXe siècle. Elle est actuellement voûtée d'ogives quadripartites mais devait être voûtée en berceau plein cintre à l'origine.
La priorale de Thuret est très décorée, ses sculptures sont nombreuses : chapiteaux, tailloirs,…
Beaucoup de chapiteaux sont des réfections du XIXe siècle mais de nombreuses sculptures romanes subsistent. On compte 64 chapiteaux romans, surtout à l'intérieur de l'édifice. Ils sont sculptés de décors végétaux et de quelques chapiteaux historiés dont l'iconographie tourne autour de thèmes bien connus en Limagne au XIIe.
On peut y voir une version du péché originel, dans un traitement très simplifié, un aigle mais aussi un singe cordé représenté de façon inhabituelle puisqu'il et seul, sans maître. On peut également y voir un porteur de mouton d'un style typique lui aussi, un chapiteau aux griffons semblable à celui de Notre-Dame du Port à Clermont-Ferrand ou encore un chapiteau représentant Daniel dans la fosse aux lions.
L'église de Thuret est également renommée pour sa Vierge Noire datant vraisemblablement du XVIIe siècle.

#### Château

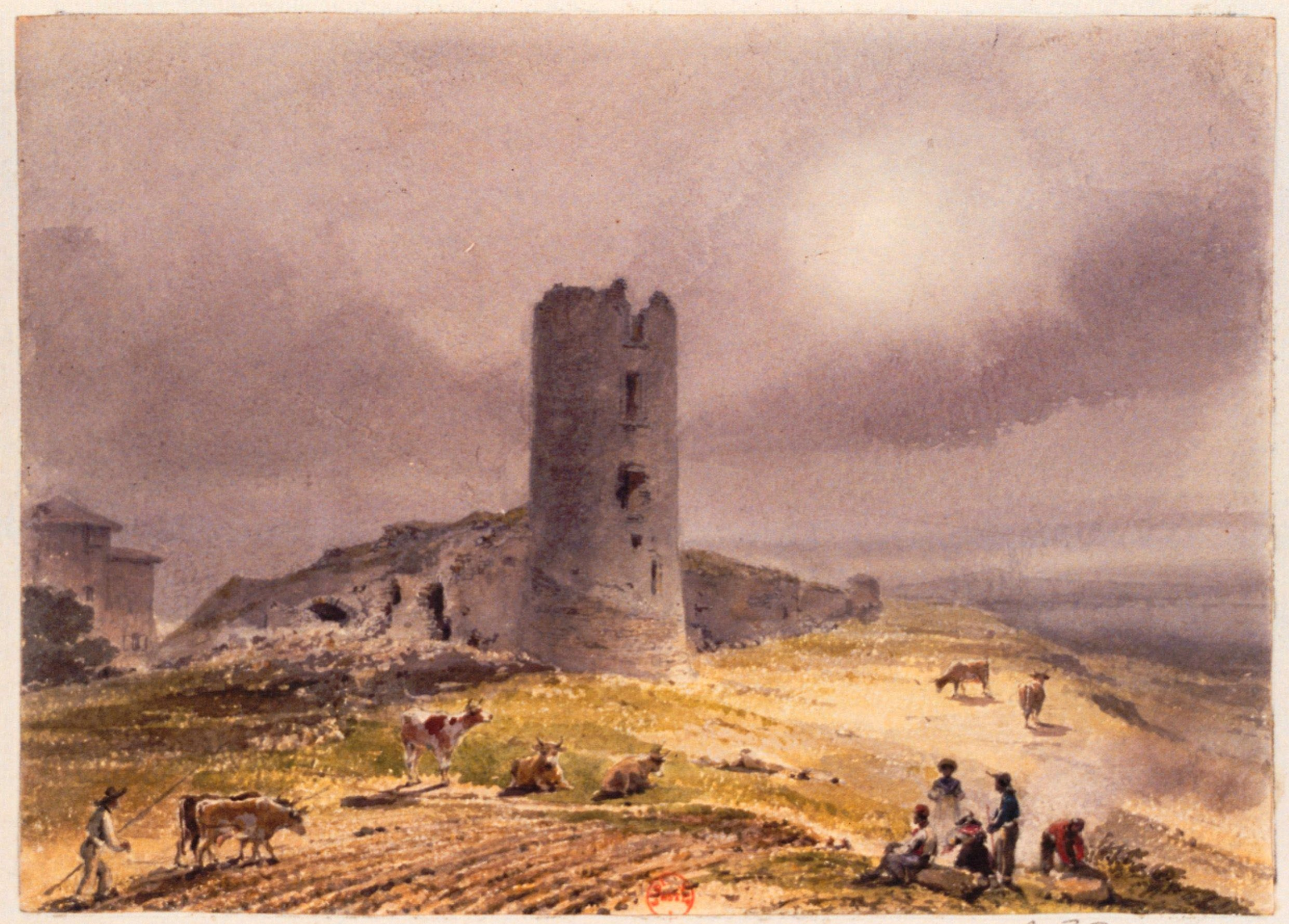
Château de Thuret.

Le premier château qui se tenait sur la « motte de Châtel Veyl » fut abattu au XIIIe siècle.
L’actuel château est bâti sur une large butte qui domine le village. Le bâtiment le plus ancien, à l’écart, est un haut donjon quasi circulaire en pierre, du XIIIe ou XIVe siècle.
De la rue de la Garenne on voit un portail en cintre du XVIIIe siècle qui donne accès à une cour carrée, entourée de bâtiments d'époques différentes.
Face à l’entrée existe un corps de logis principal du XVIe siècle avec de chaque côté une grosse tour.
Des agrandissements et transformations ont lieu aux XVIIe et XVIIIe siècles.
Le bâtiment de droite serait construit sur d’anciennes cryptes néolithiques.

### Personnalités liées à la commune
- Saint Bénilde
- Jean Baptiste Charles Baurot (1773-1847), général de brigade des armées de la République et de l'Empire, baron d'Empire, né à Thuret et décédé à Saint-Germain-en-Laye.

### Héraldique
| Blason de Thuret | Blason (imaginaire) écartelé, au 1 et 4 de gueules à la tour d'argent ouverte et ajourée de sable, au 2 et 3 d'azur à la gerbe d'or, une crosse d'or en pal brochant sur la partition, sur le tout d'azur à la fasce d'or chargée des lettres gothiques S et A de sable et accompagnée de trois fleurs de lys d'or. |